# Brad Sucks
Brad Turcotte, unico componente del gruppo pop rock Brad Sucks, (Ottawa, 14 novembre 1976), è un cantante, bassista, chitarrista e tastierista canadese, tra i primi artisti ad ottenere il successo grazie alla pubblicità e la promozione del Movimento Cultura Libera.
Turcotte ha aperto il proprio sito internet nel 2002 con l'intenzione di produrre "musica open source". Il suo primo singolo autoprodotto, Brad Sucks One, include i file audio utilizzati per la realizzazione della traccia finale, successivamente pubblicati anche nel sito ufficiale assieme agli MP3.
Turcotte ha pubblicato tutti i materiali con licenza Creative Commons CC BY-SA, permettendo così la libera copia, distribuzione e realizzazione di opere derivate con la stessa licenza.
Nel novembre 2009, Turcotte ha selezionato alcune sue tracce da inserire nel videogioco Rock Band.

## Discografia

### Album in studio
- 2003 - I Don't Know What I'm Doing
- 2008 - Out of It
- 2012 - Guess Who's a Mess

### Remix
- 2006 - I Don't Know What I'm Doing Remixed[6]
- 2007 - Mixter Two - I Dont Know What Im Doing[2]

## Formazione
Componenti per i concerti

### Formazione attuale
- Brad Turcotte
- Bruce Spence
- Matthew McGarvy

### Ex componenti
- Rob Cosh